# Bataille de Saint-Jean-de-Monts
Pour les articles homonymes, voir Bataille de Beaulieu-sous-la-Roche.
Guerre de Vendée
Batailles
La bataille de Saint-Jean-de-Monts se déroule du 9 au 12 août 1795, lors de la guerre de Vendée. Elle s'achève par la victoire des Vendéens qui repoussent les garnisons de Saint-Jean-de-Monts, Saint-Hilaire-de-Riez, Saint-Gilles-Croix-de-Vie et Sion-sur-l'Océan, ce qui leur permet d’accueillir un débarquement d'armes et de poudre de la part des Britanniques.

## Prélude
À l'été 1795, peut-être le 26 juillet, le général vendéen François Athanase Charette de La Contrie met ses troupes en état d'alerte à son quartier-général de Belleville après avoir été prévenu autour du 20 juillet par le marquis de Rivière, aide de camp du comte d'Artois, de la venue prochaine de secours anglais. Rivière lui remet également le brevet de Lieutenant Général et le cordon rouge de Saint-Louis. Début août, une partie de la flotte britannique stationnée devant Quiberon fait voile en direction de la Vendée.

## Déroulement

### Combat de la nuit du 9 au 10 août
Le premier débarquement se déroule dans la nuit du 9 au 10 août. Sur la côte, au nord de Saint-Gilles-Croix-de-Vie, des signaux de reconnaissance sont adressés aux sept ou huit bâtiments qui croisent au large depuis quelques jours. La flottille britannique présente est alors constituée d'un vaisseau de ligne, de deux frégates, de trois cotres et de quelques chasse-marées. Des chaloupes sont mises à la mer près de Sion-sur-l'Océan. Les patriotes de Saint-Hilaire-de-Riez alertent alors Billon, le commandant de Saint-Gilles. Celui-ci envoie une trentaine d'hommes de son poste et de celui de Saint-Jean-de-Monts sur le lieu du débarquement. Les quelques cavaliers vendéens prennent alors la fuite et les émigrés rembarquent. Six hommes sont tués lors de cette première escarmouche, dont un matelot anglais et Louis François Lefebvre, le capitaine du Dauphin. Les républicains capturent six paires de bœufs avec des voitures vides, six chevaux, des havresacs et une valise contenant cinquante paquets de cartouches. 

### Combat du Bec, le 10 août
Cependant le lendemain, 2 000 Vendéens menés par François Pajot, Jean Savin, Hyacinthe Hervouët de La Robrie et Dabbaye se massent sur la plage de la Pège, entre Saint-Jean-de-Monts et Saint-Gilles-Croix-de-Vie, après être passés par les maisons de Couderie et de La Fradinière, Les Granges d'Orouet et L'Épine. À dix heures du matin, le débarquement commence. À midi, les Vendéens reçoivent encore 2 000 hommes en renfort. À Saint-Gilles, les républicains mobilisent les quelques troupes disponibles dans les postes des environs et tentent une attaque à 5 heures du soir avec 360 hommes du 110e régiment d'infanterie commandés par le chef de bataillon Valentin.
Le combat s'engage au lieu-dit Le Bec. Une forte fusillade oppose les combattants des deux camps, mais les patriotes sont trop inférieurs en nombre et se retrouvent également sous le feu d'un navire anglais qui longe la côte. Ils finissent par battre en retraite et sont poursuivis jusqu'à Sion.
Les républicains fortifient alors leurs positions à Sion et reçoivent bientôt 250 hommes en renfort. Épuisés de fatigue et à court de munitions, ils renoncent cependant à lancer une nouvelle attaque.
Pendant ce temps, Charette, à la tête de 3 000 hommes à pied et de 300 à 400 cavaliers, prend position au bourg de Soullans afin de bloquer la garnison de Challans. Celle-ci est alors constituée de deux bataillons commandés par le général Simon Canuel, qui n'ose faire une sortie. Le 11 août, à 4 heures du matin, Charette écrit à Naigle, le commandant de la frégate l'Artois.

### Combat du 12 août
Le 11 août, en fin d'après-midi, les républicains reçoivent le renfort de 250 hommes commandés par le capitaine Genet qui entrent à Saint-Gilles puis qui prennent position à Sion. Dans la nuit du 11 au 12, 150 hommes du bataillon des chasseurs de Cassel arrivent à leur tour sur place. D'après le capitaine Genet, les forces républicaines s'élèvent alors à environ un millier d'hommes,.
Le 12 août, au lever du jour, les républicains reprennent l'offensive. Cependant ils sont toujours en nette infériorité numérique, le chef de bataillon Valentin estime alors que les forces vendéennes sont passées à 12 000 hommes depuis la dernière action. Afin d'éviter un enveloppement, le commandant républicain ordonne rapidement la retraite et les troupes reprennent position à Saint-Gilles, Saint-Hilaire-de-Riez et Sion. Les patriotes s'attendent à être attaqués mais les Vendéens ne font aucune tentative sur ces trois localités.

### Fin du débarquement
Pendant deux jours, quinze chaloupes et deux chasse-marées font des aller-retours entre les navires et la côte. Le débarquement s'achève le 12 août, à 2 heures de l'après-midi. Au total, les Vendéens reçoivent 1 200 à 6 000 fusils, 40 milliers de poudre, 3 000 sabres, 300 paires de pistolets, 700 gargousses, 250 uniformes et deux pièces d'artillerie,. Sept à dix-huit émigrés viennent également se joindre à l'armée vendéenne, dont Suzannet, La Voûte, La Jaille et peut-être Bascher, Grandmaison et Dupin la Rivière. Charette monte à bord d'une des frégates où 50 000 livres en or lui sont remis. D'après certains auteurs royalistes du XIXe siècle, comme Gallet, Bittard des Portes et l'abbé Deniau, les Vendéens remettent du blé au Britanniques en échange des armes et des munitions,. Cependant pour l'historien Lionel Dumarcet ces affirmations sont douteuses : les rapports républicains, notamment celui très détaillé du capitaine Genet, ne font aucune mention d'un tel convoyage. Genet évoque seulement la remise de bœufs à l'escadre anglaise.
Les Vendéens chargent leurs armes et leurs munitions sur des charrettes, dont le nombre varie selon les sources. Dans une lettre écrite le 15 août aux administrateurs du département, le général en chef de l'Armée de l'Ouest Jean-Baptiste-Camille de Canclaux évoque 60 à 150 voitures selon les rapports. Les Vendéens regagnent ensuite Belleville avec leur convoi.
D'après Le Bouvier-Desmortiers et Lucas de La Championnière, un incendie se déclare pendant la nuit dans un hangar voisin des stocks de poudre et manque de peu de s'y propager. Le lendemain, Charette fait distribuer les armes à ses combattants qui sont ensuite autorisés à regagner leurs foyers pour s'occuper de la moisson. 

## Pertes
Les pertes républicaines dans le combat du Bec du 10 août sont de 50 hommes, dont un capitaine, et de 30 à 40 blessés, dont deux sous-lieutenants et un capitaine,,. Les pertes vendéennes sont quant à elles évaluées par les républicains à une « soixantaine d'hommes et le double de blessés ». Les pertes du combat du 12 août ne sont pas connues.